# عملية ديمونة 2008

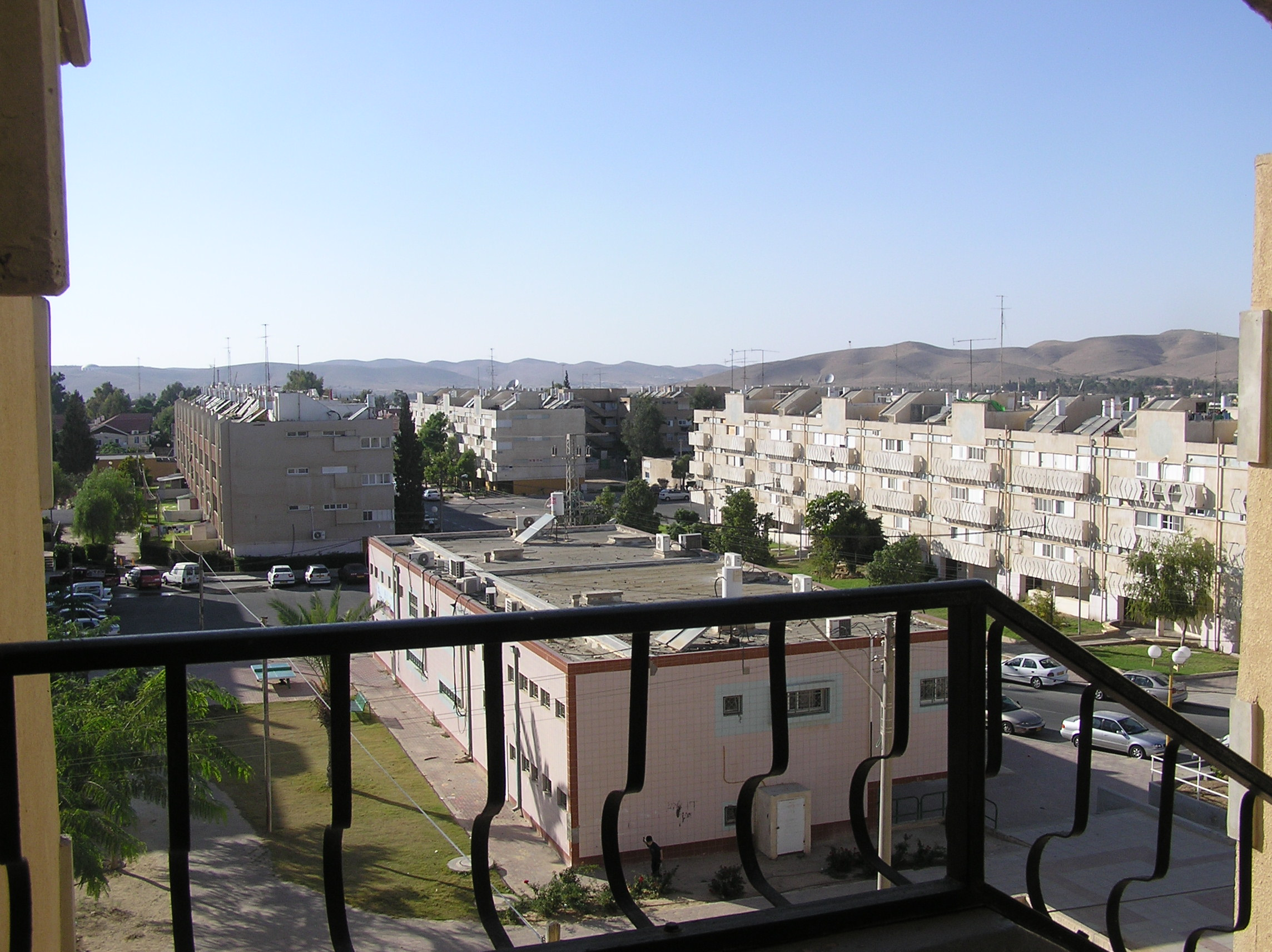
ديمونا

عملية ديمونة عام 2008 هي عملية انتحارية فدائية انتقامية نفذته حركة حماس في ديمونة في إسرائيل في 4 فبراير 2008. حيث سمع صوت انفجار كبير وقع داخل المركز التجاري في ديمونا، وكانا الفدائيين يحملان احزمة ناسفة استطاع احدهما تفجير نفسه في حين لم ينجح الآخر بتفجير حزامه. اعلنت كتائب الشهيد عز الدين القسـام الجناح العسكري لحركة حماس مسئوليتها عن العملية التي تم تنفيذها في ديمونا جنوب اسرائيل وذلك رداً على جرائم الاحتلال في الضفة الغربية وقطاع غزة. وتأتي العملية انتقاماً لدماء الشهداء، ورداً على الحصار إسرائيلي على قطاع غزة، وتأكيداً على قدرة المقاومة الفلسطينية.

## الهجوم
في 4 شباط (فبراير) 2008، فجر ناشط الفلسطيني حزام متفجرات في مركز تجاري في ديمونا، إسرائيل تمكنت الشرطة الإسرائيلية من إطلاق النار على شريك له أصيب في الانفجار الأول قبل أن يتمكن من تفجير حزامه. قُتلت امرأة إسرائيلية في الهجوم بينما أصيب تسعة أشخاص آخرين (أحدهم في حالة خطيرة).  كان هذا أول هجوم انتحاري «ناجح» ضد المدنيين الإسرائيليين منذ تفجير مخبز إيلات في 29 يناير 2007.

### النتائج
الشخص الوحيد الذي قُتل في العملية الاستشهادية هي ليوبوف رازولسكايا البالغ من العمر 73 عامًا ((بالروسية: Любовь Раздольская)‏). جنبا إلى جنب مع زوجها، إدوارد جدلين انتقلت من تبليسي في الاتحاد السوفيتي إلى إسرائيل عام 1990. بعد انتقالهم إلى إسرائيل، عملوا في قسم الفيزياء بجامعة بن غوريون في النقب وكانوا قد تقاعدوا عام 2002. أصيب جدلين بجروح خطيرة في الهجوم ونقل إلى المستشفى في المركز الطبي بجامعة سوروكا في بئر السبع.  
تم نقل المصابين إلى مستشفى سوروكا في بئر السبع ووصفت اصابة احدهم بالخطيرة. واشارت الاذاعه الإسرائيلية انه تم رفع حالة التأهب في إسرائيل في اعقاب العملية.

## المسؤول
أعلنت كتائب شهداء الأقصى والجبهة الشعبية لتحرير فلسطين عن مسؤوليتها، وعرفت عن الفدائيين محمد حرباوي وشادي الزغيّر، وكلاهما من مدينة الخليل الفلسطينية في الضفة الغربية، حيث يُعتقد أنهما سافروا منها.    تعتقد المخابرات الإسرائيلية أن الهجوم أمر به قائد كتائب عز الدين القسام أحمد الجعبري بدعم من قائد حماس في غزة محمود الزهار.

## العدوان الإسرائيلي
في 26 يوليو / تموز 2008، قتلت قوات جيش الدفاع الصهيوني وقوات الشرطة الإسرائيلية شهاب النتشة (25 عاماً)، أحد أعضاء حماس من الخليل. وكان النتشة هو مهندس المتفجرات الذي أعد تهمة الهدم المستخدمة لتنفيذ العملية في ديمونة،   بعد ان هدمت المنزل الذي تحصن فيه ساعات طويلة في منطقة شعب الملح الواقعة بين بلدة تفوح ومدينة الخليل.

## ردود فعل الحكومات
الأطراف المعنية
- حركة حماس: أشاد أيمن طه المتحدث باسم حماس بالقصف ووصفه بأنه «عمل مجيد» وقال إنه كان «رد فعل طبيعي على أشهر من القتل» على يد الجيش الإسرائيلي. [3] [15]
- إسرائيل : قال رئيس الوزراء إيهود أولمرت في اجتماع لحزبه كاديما إن إسرائيل تخوض «حرباً لا هوادة فيها... ضد أي شخص يحاول إيذاء المواطنين الإسرائيليين». [3]

دولي
- المملكة المتحدة : أدان وزير الخارجية وشؤون الكومنولث ديفيد ميليباند الهجوم في بيان صحفي وقال: «إن هجوم اليوم، الأول في إسرائيل منذ عام، يهدف إلى تقويض عملية السلام. يجب ألا تحرفنا الأعمال الوحشية الإرهابية عن هدفنا المشترك المتمثل في تحقيق سلام عادل ودائم بين الإسرائيليين والفلسطينيين على أساس حل الدولتين».[16]
- الولايات المتحدة : أدان شون ماكورماك المتحدث باسم وزارة الخارجية الهجوم خلال مؤتمر صحفي وقال: «كل هذه الحوادث تشير إلى حقيقة أننا بحاجة إلى بذل كل ما في وسعنا، مع شركائنا في النظام الدولي، للمساعدة يتوصل الإسرائيليون والفلسطينيون إلى اتفاق سياسي وتوافق حول القضايا التي تفصلهم. عند هذه النقطة، سيكون الشعب الفلسطيني قادرًا على تحديد المسار الذي يريدون النزول إليه؛ هل يريدون السير في طريق إقامة دولة فلسطين أم يريدون مواصلة السير على طريق تمثله حماس وغيرها من جماعات الرفض وهذا طريق للعنف ولا يؤدي إلى دولة».[17]